# Halcyon Days
Halcyon Days  es la reedición del segundo álbum de estudio de la cantante y artista británica Ellie Goulding: Halcyon (2012), fue lanzado el 26 de agosto de 2013 en Reino Unido y el 27 de agosto de 2013 en Estados Unidos, por Polydor Records.
Halycon Days presenta diez canciones adicionales. Su primer sencillo Burn fue lanzado el 5 de julio de 2013.

## Antecedentes
En octubre de 2012, Goulding lanzó su segundo álbum de estudio «Halcyon». Para la producción del álbum, Goulding trabajó con productores como Billboard, Jim Eliot, Calvin Harris, Madeon, MONSTA, Justin Parker, Mike Spencer y Starsmith.
El 2 de julio de 2013, Goulding confirmó en una entrevista con la revista Elle que el álbum será relanzado con nuevas canciones. La reedición será llamada "Halcyon Days", y se dará a conocer el 26 de agosto de 2013 y contará con diez canciones. entre ellos el sencillo «Burn», así también, Goulding confirmó colaboraciones con Madeon, DJ Fresh, BURNS y Nate Ruess.

## Sencillos
El primer sencillo de reedición fue «Burn», lanzado como descarga digital el 5 de julio de 2013 en Australia y Nueva Zelanda y el 18 de agosto en Estados Unidos.

## Lista de canciones
| Versión Simple |                                                        |                                                                    |                             |          |  |
| N.º            | Título                                                 | Escritor(es)                                                       | Productor(es)               | Duración |  |
| 1.             | «Don't Say a Word»                                     | Ellie Goulding, Jim Eliot                                          | Eliot, Goulding             | 4:07     |  |
| 2.             | «My Blood»                                             | Goulding, Eliot, Mima Stilwell                                     | Eliot, Goulding             | 3:54     |  |
| 3.             | «Anything Could Happen»                                | Goulding, Eliot                                                    | Eliot, Goulding             | 4:46     |  |
| 4.             | «Only You»                                             | Goulding, Eliot                                                    | Eliot, Goulding             | 3:50     |  |
| 5.             | «Halcyon»                                              | Goulding, Eliot                                                    | Eliot, Goulding             | 3:24     |  |
| 6.             | «Figure 8»                                             | Goulding, Jonny Lattimer                                           | MONSTA, Mike Spencer (add.) | 4:07     |  |
| 7.             | «JOY»                                                  | Goulding, Eliot                                                    | Eliot, Goulding             | 3:12     |  |
| 8.             | «Hanging On»                                           | Patrick James Grossi, Ariel Rechtshaid                             | Billboard                   | 3:21     |  |
| 9.             | «Explosions»                                           | Goulding, John Fortis                                              | Fortis                      | 4:03     |  |
| 10.            | «I Know You Care»                                      | Justin Parker, Goulding                                            | Parker                      | 3:26     |  |
| 11.            | «Atlantis»                                             | Goulding, Eliot                                                    | Eliot, Goulding             | 3:52     |  |
| 12.            | «Dead in the Water»                                    | Goulding, Fin Dow-Smith                                            | Starsmith                   | 4:43     |  |
| 13.            | «I Need Your Love» (Calvin Harris con Ellie Goulding)) | Harris, Goulding                                                   | Harris                      | 3:54     |  |
| 14.            | «Burn»                                                 | Goulding, Ryan Tedder, Brent Kutzle, Noel Zancanella, Greg Kurstin | Kurstin                     | 3:26     |  |
| 15.            | «Goodness Gracious»                                    | Nate Ruess                                                         | DSB                         | 3:46     |  |
| 16.            | «You My Everything»                                    | Goulding, Jim Eliot                                                | Eliot                       | 3:29     |  |
| 17.            | «Hearts Without Chains»                                |                                                                    |                             | 3:46     |  |
| 18.            | «Stay Awake» (con Madeon)                              | Goulding, Riddick, Leclercq                                        | Madeon                      |          |  |
| 19.            | «Under Control»                                        | Goulding, Bonnie McKee                                             | Goldstein, Cory Enemy       | 4:06     |  |
| 20.            | «Flashlight» (con DJ Fresh)                            |                                                                    | DJ Fresh                    | 3:33     |  |
| 21.            | «How Long Will I Love You»                             | Mike Scott                                                         |                             | 2:34     |  |
| 22.            | «Lights (Bonus Track)»                                 | Greg Kurstin                                                       |                             | 3:48     |  |

| Halcyon Days – iTunes Store deluxe version bonus tracks |                                         |                                                                    |                       |          |  |
| N.º                                                     | Título                                  | Escritor(es)                                                       | Productor(es)         | Duración |  |
| 14.                                                     | «Ritual»                                | Goulding, Stannard, Howes                                          | MONSTA                | 3:50     |  |
| 15.                                                     | «In My City»                            | Goulding, Mathieu Jomphe                                           | Billboard             | 3:20     |  |
| 16.                                                     | «Without Your Love»                     | Goulding, Dow-Smith                                                | Starsmith             | 4:19     |  |
| 17.                                                     | «Hanging On» (con Tinie Tempah)         | Grossi, Rechtshaid, Patrick Okogwu                                 | Billboard             | 4:15     |  |
| 18.                                                     | «Burn»                                  | Goulding, Ryan Tedder, Brent Kutzle, Noel Zancanella, Greg Kurstin | Kurstin               | 3:51     |  |
| 19.                                                     | «Goodness Gracious»                     | Nate Ruess                                                         |                       | 3:46     |  |
| 20.                                                     | «You My Everything»                     | Goulding, Jim Eliot                                                | Eliot                 | 3:29     |  |
| 21.                                                     | «Hearts Without Chains»                 |                                                                    |                       | 3:45     |  |
| 22.                                                     | «Stay Awake» (con Madeon)               | Goulding, Riddick, Leclercq                                        | Madeon                | 3:26     |  |
| 23.                                                     | «Under Control»                         | Goulding, Bonnie McKee                                             | Goldstein, Cory Enemy | 4:06     |  |
| 24.                                                     | «Flashlight» (con DJ Fresh)             |                                                                    | DJ Fresh              | 3:33     |  |
| 25.                                                     | «How Long Will I Love You»              | Mike Scott                                                         |                       | 2:34     |  |
| 26.                                                     | «Tessellate» (Alt-J cover)              | Joe Newman, Gus Unger-Hamilton                                     | Xaphoon Jones         | 3:57     |  |
| 27.                                                     | «Midas Touch» (con BURNS)               | Midnight Star cover                                                | BURNS                 | 4:15     |  |
| 28.                                                     | «Hanging On» (Video musical)            |                                                                    |                       | 4:15     |  |
| 29.                                                     | «Anything Could Happen» (Video musical) |                                                                    |                       | 4:17     |  |
| 30.                                                     | «Figure 8» (Video musical)              |                                                                    |                       | 4:03     |  |
| 31.                                                     | «Explosions» (Video musical)            |                                                                    |                       | 4:00     |  |
| 32.                                                     | «Burn» (Video musical)                  |                                                                    |                       | 3:58     |  |
| 33.                                                     | «Tessellate» (Video musical)            |                                                                    |                       | 4:02     |  |

## Historial de lanzamientos
| País           | Fecha                | Sello           |
| -------------- | -------------------- | --------------- |
| Reino Unido    | 26 de agosto de 2013 | Polydor Records |
| Estados Unidos | 27 de agosto de 2013 | Polydor Records |